# Proletarskaja (metrostation Sint-Petersburg)
Proletarskaja (Russisch: Пролетарская) is een station van de metro van Sint-Petersburg. Het station behoort van de Nevsko-Vasileostrovskaja-lijn en werd geopend op 10 juli 1981. Het metrostation bevindt zich in het zuidoosten van Sint-Petersburg, niet ver van de oever van de Neva. De naam van het station betekent "proletariaat"; in de planningsfase werd het station Zavod Bolsjevik (Fabriek "De Bolsjewiek") genoemd.
Het station ligt 72 meter onder de oppervlakte en beschikt over een eilandperron met dragende zuilen. Vanwege zijn zeer diepe ligging is Proletarskaja het enige metrostation in Sint-Petersburg met twee series roltrappen. Het bovengrondse toegangsgebouw bevindt zich op de kruising van de Prospekt Oboechovskoj Oborony (Laan van het Oboechovodefensief) en de Oelitsa Tsjernova. Aan het einde van de perronhal zijn de symbolen van de Sovjet-Unie, de hamer en sikkel, afgebeeld.
Vanwege renovatiewerkzaamheden was het station meer dan een jaar gesloten tussen augustus 2005 en november 2006.